# アルヴァン・ウェントワース・チャップマン

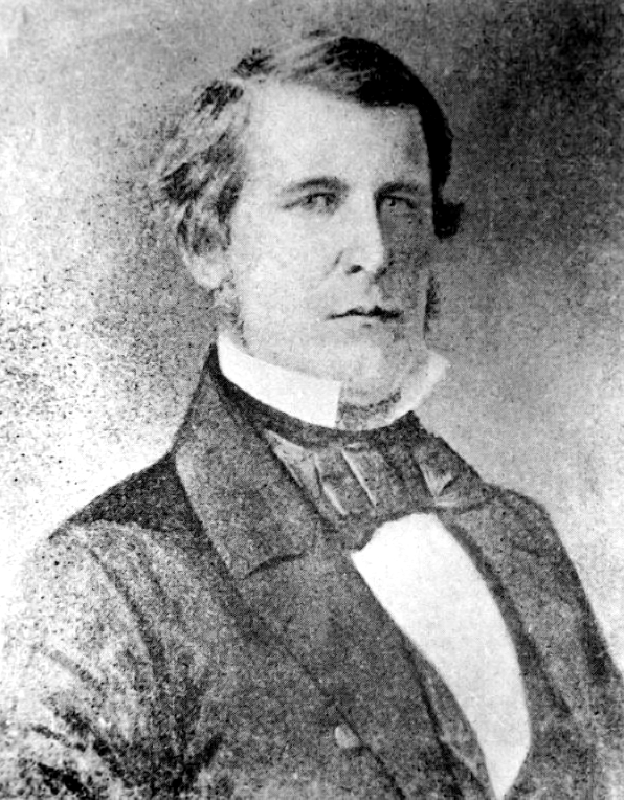
アルヴァン・ウェントワース・チャップマン

アルヴァン・ウェントワース・チャップマン（Alvan Wentworth Chapman、1809年9月28日 - 1899年4月6日）は、アメリカ合衆国の医師、植物学者である。アメリカ合衆国南西部の植物研究のパイオニアで、1860年に"Flora of the southern United States"を出版した。

## 略歴
マサチューセッツ州のサザンプトンに生まれた。アマースト大学で古典を学び卒業した後、ジョージア州やフロリダ州で教師として働いた。1839年に結婚した後、1840年代初めに、医師の教育を受け、1946年に医学の学位をえて、1847年からフロリダ州北部のアパラチコラで医師として働きながら、植物学者としても活動した。それまで研究がされていなかったフロリダ州北部の植物相を、一人で研究を行い、1958年までに原稿をまとめ、ハーバード大学のエイサ・グレイのもとで5ヶ月間、研究し、助言をうけて1860年に著書、"Flora of the southern United States"を出版し、1884年、1897年に改訂版を出版した。
1866年に、アメリカ芸術科学アカデミーの会員に選ばれた。
マメ科の植物の属名、Chapmannia  Torr. et A. Grayに献名されている。アパラチコラにはチャップマンを記念するチャップマン植物園（Chapman Botanical Garden）が作られている。
1899年、死去。